# 主婦と生活
『主婦と生活』（しゅふとせいかつ）は、かつて存在した日本の雑誌である。東京都中央区の出版社主婦と生活社が編集出版した。1946年（昭和21年）5月創刊、1993年（平成5年）3月休刊。

## 略歴・概要
1935年（昭和10年）4月11日に設立され、第二次世界大戦終了後の1946年（昭和21年）5月10日に創業した「株式会社新元社」（現在の株式会社主婦と生活社）が、同年同月1日付で創刊した月刊婦人雑誌である。同年9月の第1巻第5号からは、誌名に並列して The shuhu-to-seikatsu と表記したが、その後、消滅した。創刊当初の判型は、縦21センチメートルの「A5判」であった。翌6月の第1巻第2号から、北原武夫『火の女』の連載が始まっている。同年末には、当時の洋裁ブームのもと、実物大型紙を折込添付した『秋から冬のすたいるぶつく』を刊行している。この同編集部の編集による単行本は、1948年（昭和23年）3月には、『春のすたいるぶっく』、6月には『夏のすたいるぶっく』、9月には新編集の『秋から冬のすたいるぶっく』、同年11月には、『編物と手藝のすたいるぶっく 私たちに向くアメリカの流行1948〜9』（高木とみ子）、と頻繁に刊行された。
1970年（昭和45年）1月の第25巻第1号から判型を変更、縦26センチメートルの「B5判」とした。同号は、「創刊25周年記念」と銘打って読者1万1,450名を対象とした懸賞を行っており、松下幸之助・佐藤愛子の「新春対談」、白石浩一が新連載を始めている。当時の連載は、瀬戸内晴美（瀬戸内寂聴）作、堀文子画による小説『薔薇館』、小島功の漫画『新婚はん』であった。
1986年（昭和61年）8月、婦人生活社の月刊婦人雑誌『婦人生活』が第40巻第8号をもって休刊、1988年（昭和63年）4月、講談社の月刊婦人雑誌『婦人倶楽部』が第69巻第4号をもって休刊した。1989年（平成元年）1月の第44巻第1号から判型を変更、縦28センチメートルの「A4変形」（国際判）とした。
1993年（平成5年）3月、「社会的な使命を完遂した」との理由で休刊に至った。同月発行の第48巻第4号が最終号であり、47年に満たぬ歴史の幕を下ろした。同号では、「さようならスペシャル企画」として、第1部『本誌を飾ったあの方､この方』、第2部『本誌特集にみる戦後の女性史』、第3部『歴代編集長座談会「564冊の本作りを終えて」』、そして第4部では、瀬戸内寂聴、曽野綾子らによる『読者へのさようならメッセージ』の4部構成の特集を行った。